# Tiempo de pensar
Tiempo de pensar es una serie de televisión argentina de 13 episodios, protagonizado por Andrea del Boca y un elenco rotativo conformado por Roberto Carnaghi y Darío Grandinetti, entre otros. Los libros están a cargo, alternativamente, de Marcelo Camaño, Marisa Quiroga y Ernesto Korovsky. El ciclo es una coproducción de la TV Pública Digital y Andrea Del Boca. Fue emitida los sábados a las 22:00 (UTC -3),

## Sinopsis
Tiempo de pensar propone abordar la problemática de la violencia de género, cuestionando estereotipos y las formas en las que se representan a las mujeres en los medios. Cada episodio plantea un conflicto que atraviesa la vida cotidiana de una mujer y su entorno. Con una mezcla de drama, comedia romántica, y humor, aborda un conflicto socio emocional que atraviesa la vida de una mujer, ante situaciones que entrecruzan sentimientos opuestos.

## Elenco y personajes
- Andrea del Boca

Rotativos:
| - Roberto Carnaghi - Victoria Carreras - María Concepción César - Enrique Otranto - Coco Sily (episodios 1 y 7) - Raúl Rizzo - Esteban Prol - Roberto Antier - Héctor Calori - Fernando Dente (episodios 2 y 10) - Agustina Vera - Magela Zanotta - Darío Grandinetti - Naiara Awada - Silvina Bosco - Ernesto Claudio - Juan Grandinetti - Silvana Sosto - Graciela Tenenbaum (episodios 3 y 9) - Tomás Wicz - Soledad Comasco - Ernesto Larrese - Fabián Mazzei - Adrián Navarro - Luciano Brusco - José Luís Alfonzo - María Fernanda Callejón - Lucrecia Geraldi - Nicolas Gabriel Martin - Pablo Novak - Camila Azul Sosa - Rita Cortese - Nacho Gadano - Juan Manuel Rodil - El Turco Naím - Esteban Coletti - Paula Espinola - Néstor Somma - Joselo Bella - Juan Palomino - Claudio D'Odorico | - Nicolás Goldschmidt - Sol Pavéz - Néstor Zacco - Tamara Garzón - Coni Marino - Pepe Monje - Sofía Palomino - Alicia Schilman - Beatriz Spelzini - Fabián Gianola - Laura Bove - Coni Vera - Raquel Casal - Roly Serrano - Gustavo Guillén - Paula Castagnetti - Alejandra Rubio - Patricia Moreno - Natalia Imbrosciano - Federico Yernazian - Gabriel Corrado - Fernando Sayago - Graciela Pal - Noemí Morelli - Thelma Fardin - Julieta Cayetina - Alejandro Fantino - Mónica Scapparone - Karina K - Charly G - Tomás de las Heras - Graciela Pal - Gabriela Sari - Nestor Pumar - Carlos Santamaría - Alejandra Darín - Facundo Fernández - Susana Lanteri - Patricia Moreno - Edward Nutkiewicz |

## Recepción
Debutó en pantalla el día 24 de septiembre de 2011, según Ibope marcó 1.4 puntos de índice de audiencia en su primer capítulo. En su octavo episodio marcó 2.7 puntos, con picos de 3 puntos. Su última emisión midió 2.3 puntos.

## Lista de episodios
| Episodio | Título original              | Elenco | Emitido                   |
| -------- | ---------------------------- | --- | ------------------------- |
| 1        | "¿Qué hacemos con Papá?"     | Roberto Carnaghi, Victoria Carreras, María Concepción César, Enrique Otranto, Coco Sily y Raúl Rizzo.                                        | 24 de septiembre del 2011 |
| 2        | "El envase perfecto"         | Esteban Prol, Roberto Antier, Héctor Calori, Fernando Dente, Agustina Vera y Magela Zanotta.                                                 | 8 de octubre del 2011     |
| 3        | "El cuerpo de ella"          | Darío Grandinetti, Naiara Awada, Silvina Bosco, Ernesto Claudio, Juan Grandinetti, Silvana Sosto, Graciela Tenenbaum y Tomás Wicz.           | 15 de octubre del 2011    |
| 4        | ‘'Ni más , ni menos!!!'’     | Andrea del Boca, Soledad Comasco, Ernesto Larrese, Fabián Mazzei, Adrián Navarro y Luciano Brusco.                                           | 22 de octubre del 2011    |
| 5        | "Darles lugar"               | José Luís Alfonzo, María Fernanda Callejón, Lucrecia Geraldi, Nicolas Gabriel Martin, Pablo Novak y Camila Azul Sosa.                        | 29 de octubre del 2011    |
| 6        | "Segundo fatal"              | Rita Cortese, Joselo Bella, Esteban Coletti, Nacho Gadano, El Turco Naím, Juan Manuel Rodil, Néstor Somma y Paula Espinola .                 | 5 de noviembre del 2011   |
| 7        | "El reemplazo"               | Juan Palomino , Claudio D'Odorico , Nicolás Goldschmidt , Sol Pavéz , Coco Sily y Néstor Zacco                                               | 12 de noviembre del 2011  |
| 8        | "Milagros"                   | Tamara Garzón, Coni Marino, Pepe Monje, Sofía Palomino, Alicia Schilman y Beatriz Spelzini                                                   | 19 de noviembre del 2011  |
| 9        | "Marcada a fuego"            | Fabián Gianola, Laura Bove, Ana Livingston, Graciela Tenenbaum, Coni Vera y Raquel Casal                                                     | 26 de noviembre del 2011  |
| 10       | "Me desentiendo con mi hijo" | Roly Serrano, Gustavo Guillén, Fernando Dente, Paula Castagnetti, Alejandra Rubio, Patricia Moreno, Natalia Imbrosciano y Federico Yernazian | 10 de diciembre del 2011  |
| 11       | "Fértil"                     | Gabriel Corrado, Fernando Sayago, Graciela Pal, Noemí Morelli, Thelma Fardín y Julieta Cayetina                                              | 17 de diciembre del 2011  |
| 12       | "La despedida"               | Alejandro Fantino, Mónica Scapparone, Karina K, Charly G, Tomás de las Heras, Graciela Pal, Gabriela Sari y Nestor Pumar                     | 23 de diciembre del 2011  |
| 13       | "La casa vacía"              | Carlos Santamaría, Alejandra Darín, Facundo Fernández, Susana Lanteri, Patricia Moreno y Edward Nutkiewicz                                   | 30 de diciembre del 2011  |

## Premios y nominaciones
| Premio                     | Categoría                                | Nominados        | Resultado |
| -------------------------- | ---------------------------------------- | ---------------- | --------- |
| Premios Martín Fierro 2011 | "Mejor unitario"                         | Tiempo de pensar | Nominado  |
| Premios Martín Fierro 2011 | "Mejor actriz de unitario y/o miniserie" | Andrea del Boca  | Nominada  |